# Église Notre-Dame d'Herment
La collégiale Notre-dame d'Herment est une ancienne collégiale située à Herment dans le département du Puy-de-Dôme en France. Elle est classée au titre des monuments historiques par la liste de 1862.

### Portail ouest

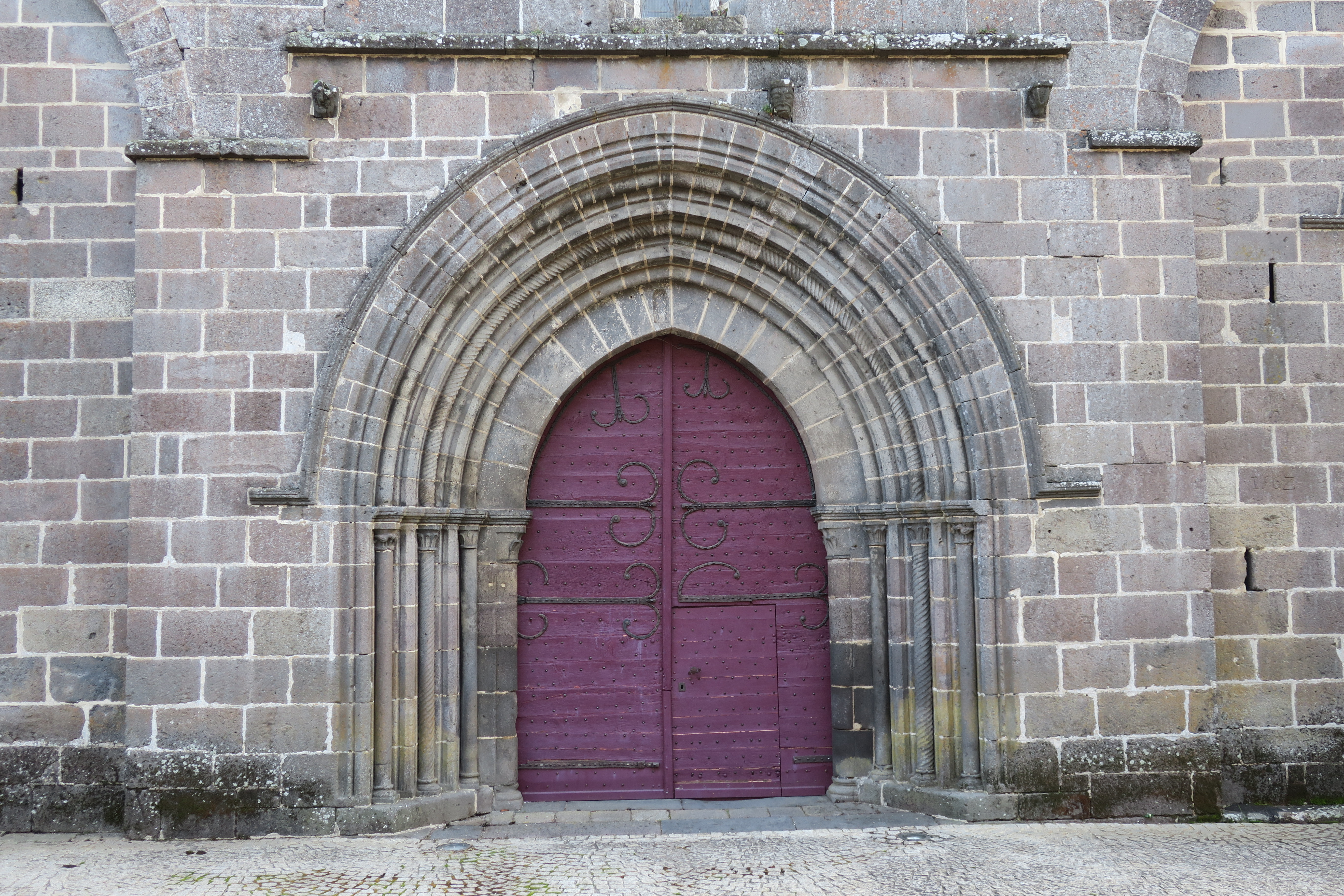
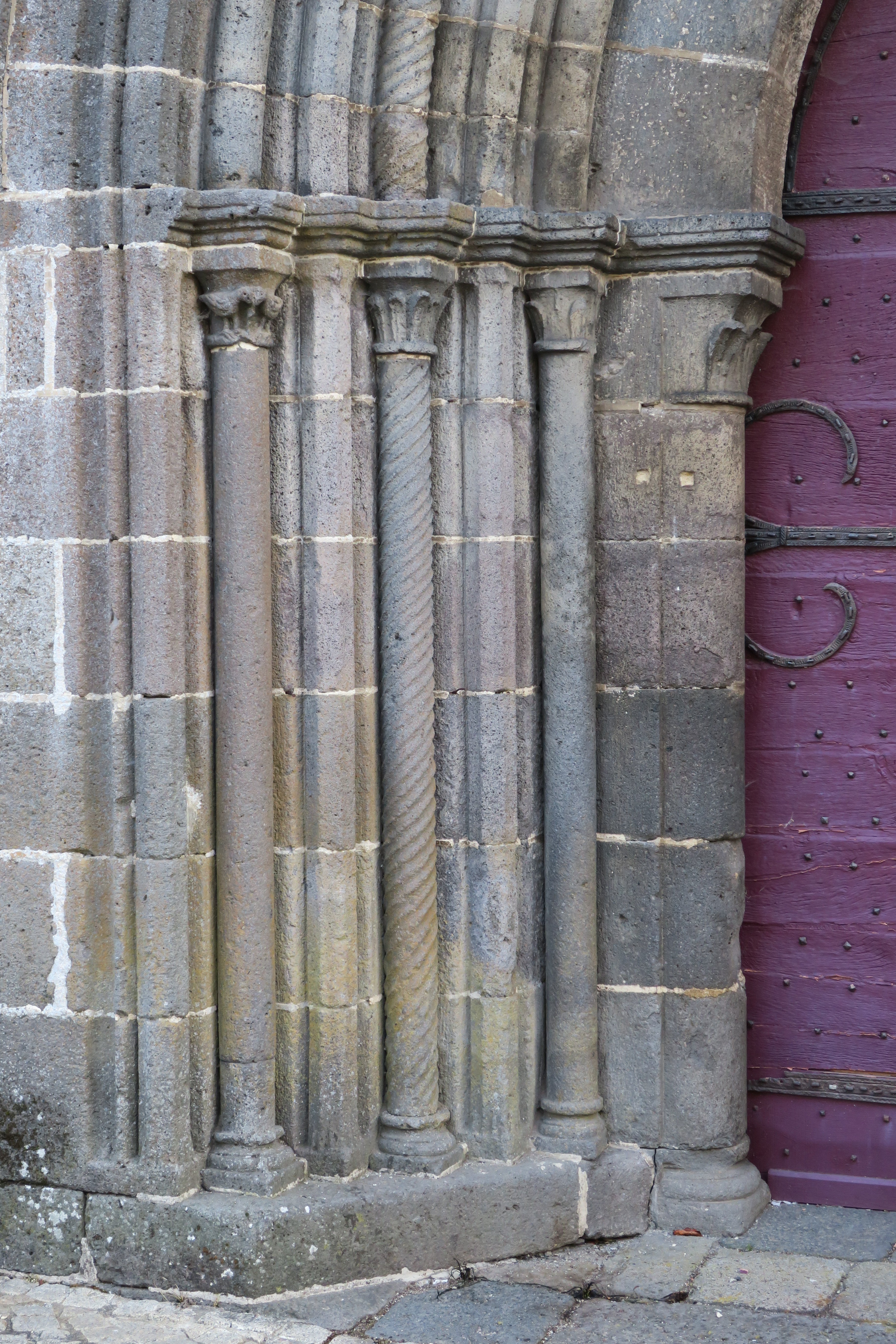
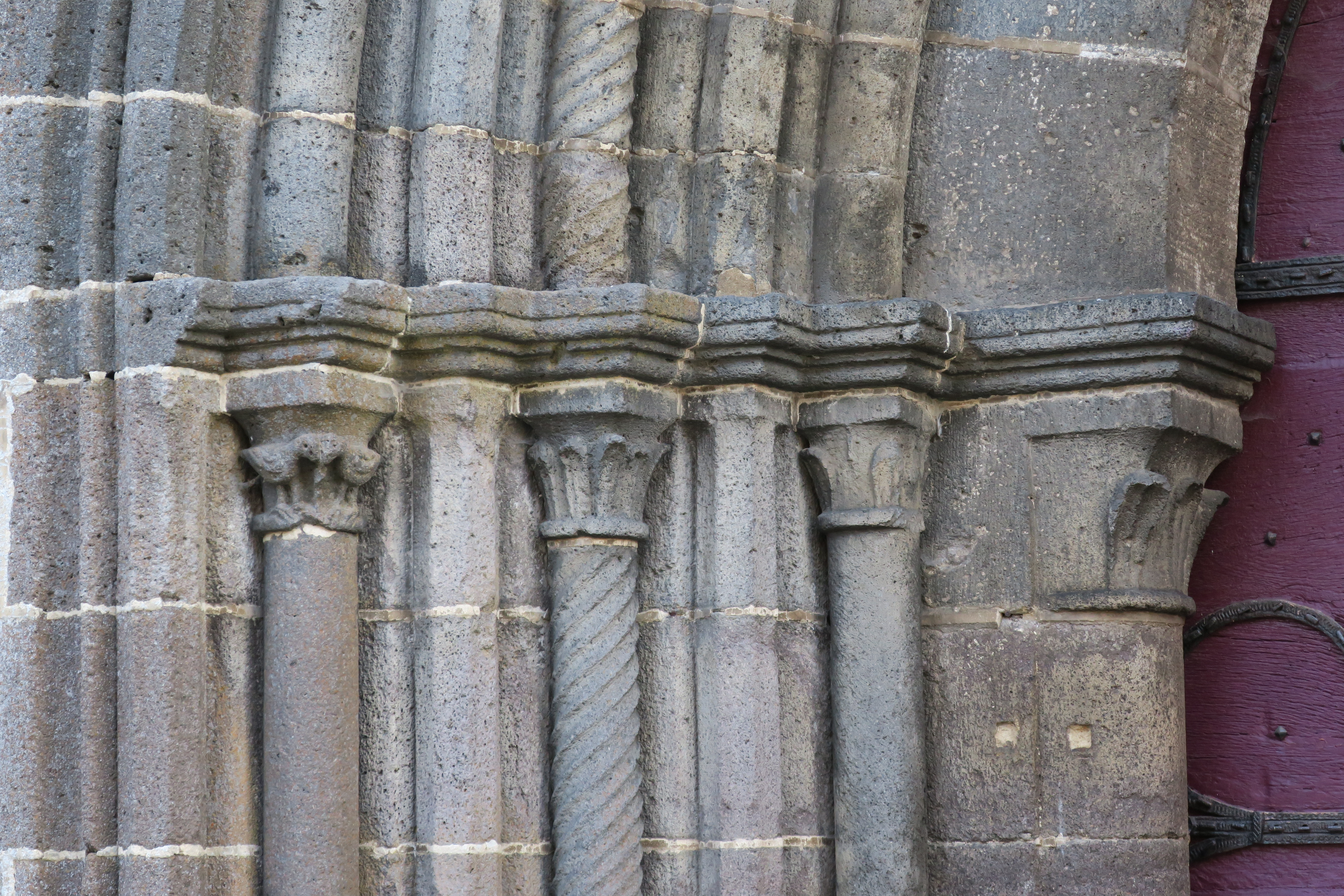
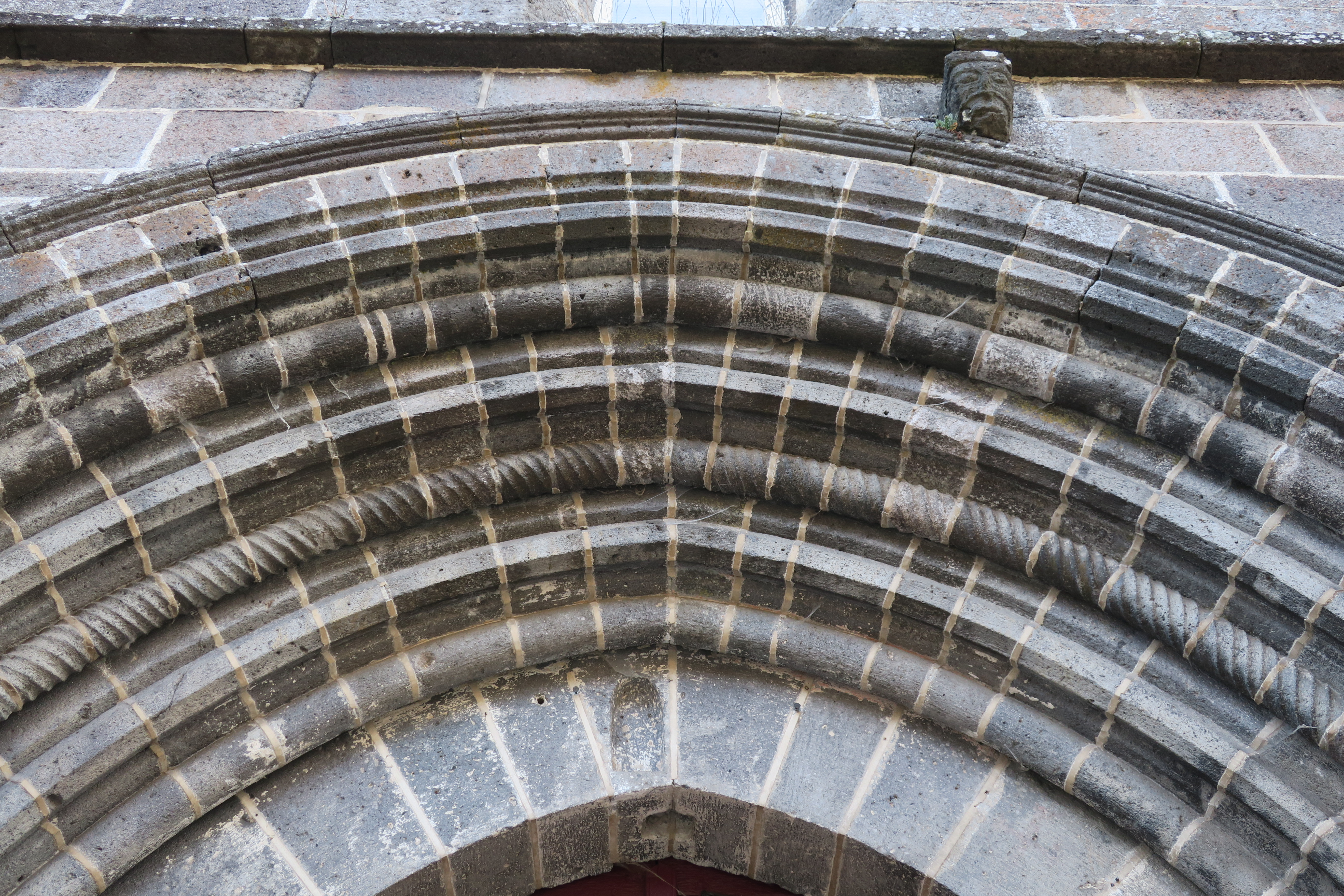
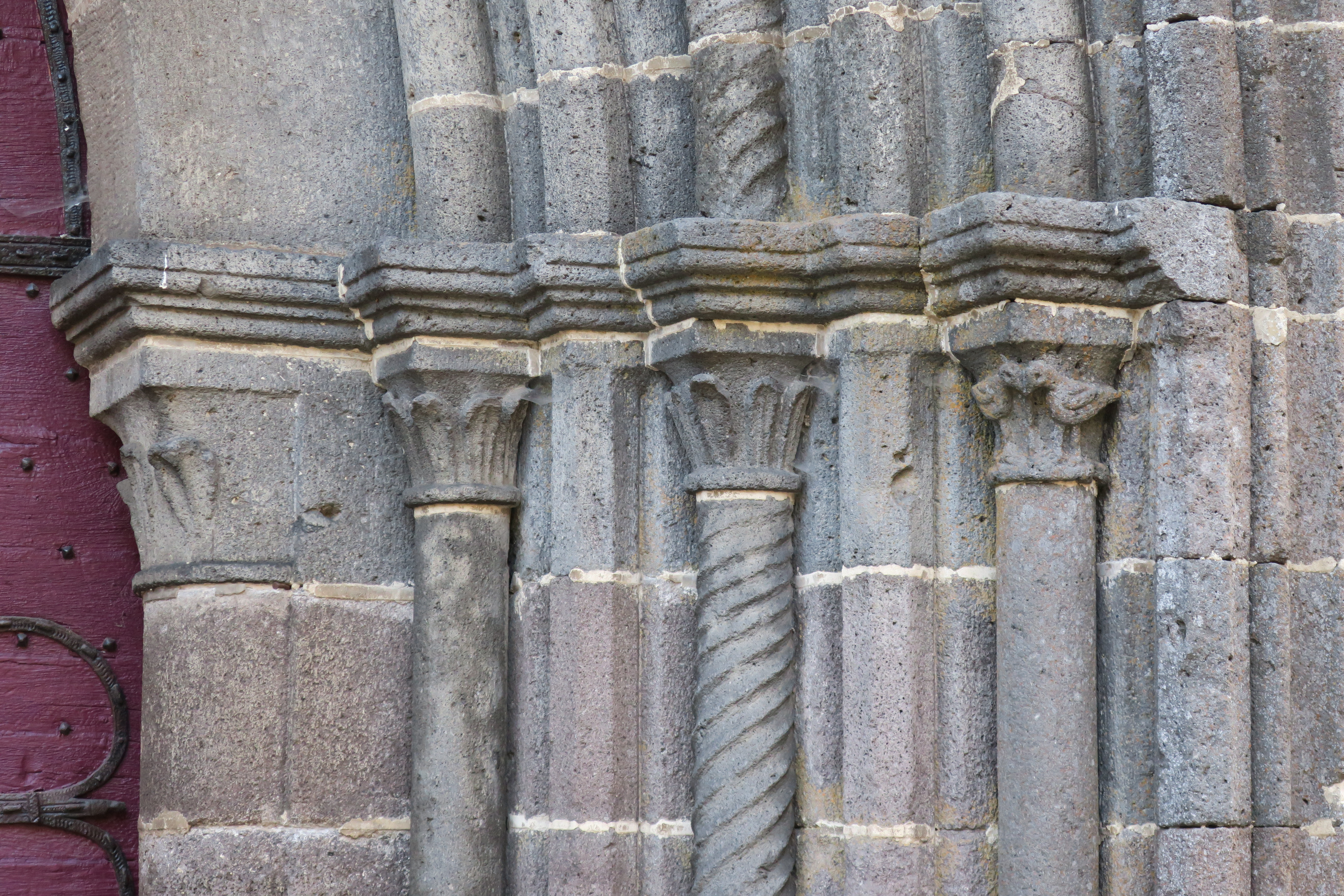
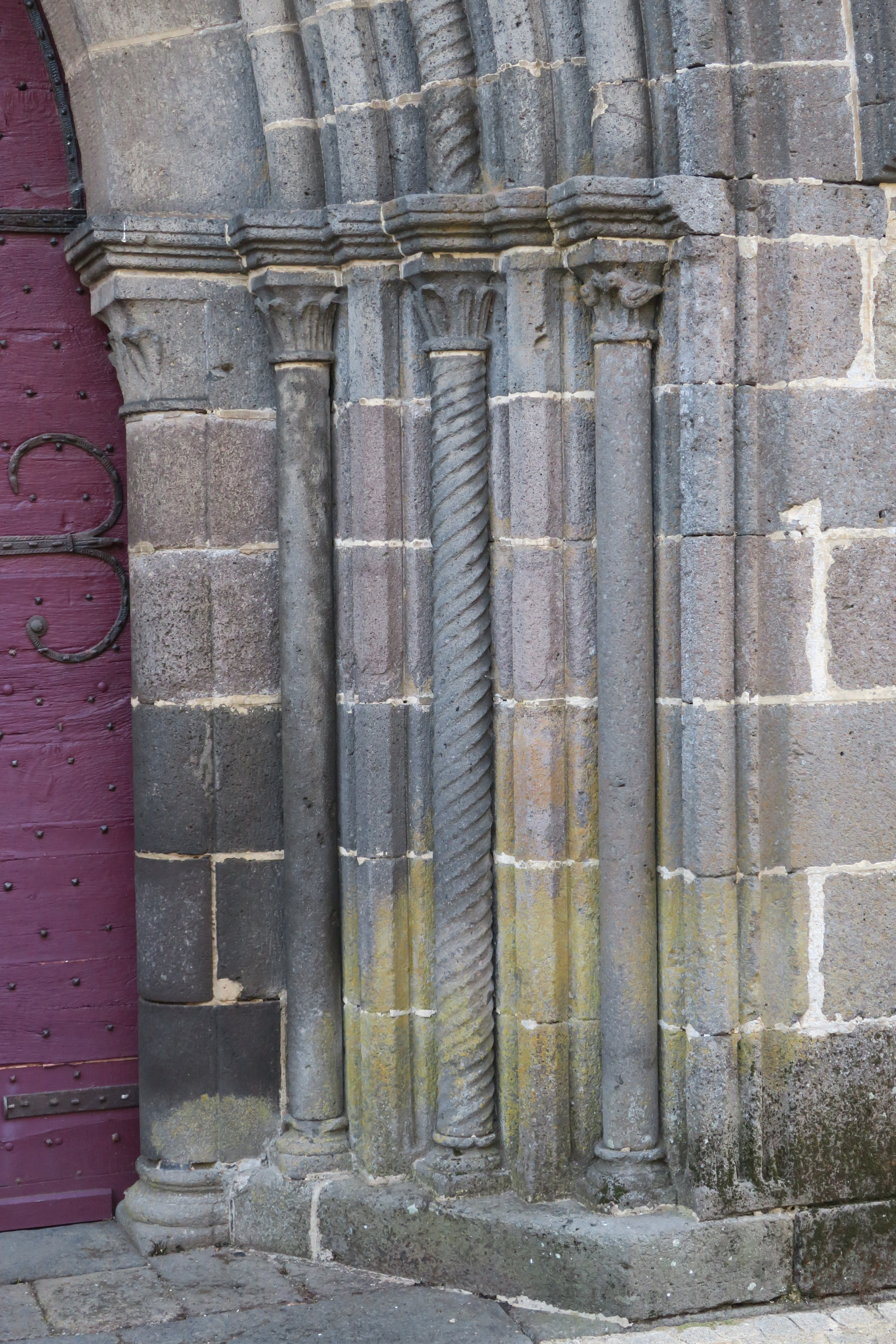

#### L'abside majeure

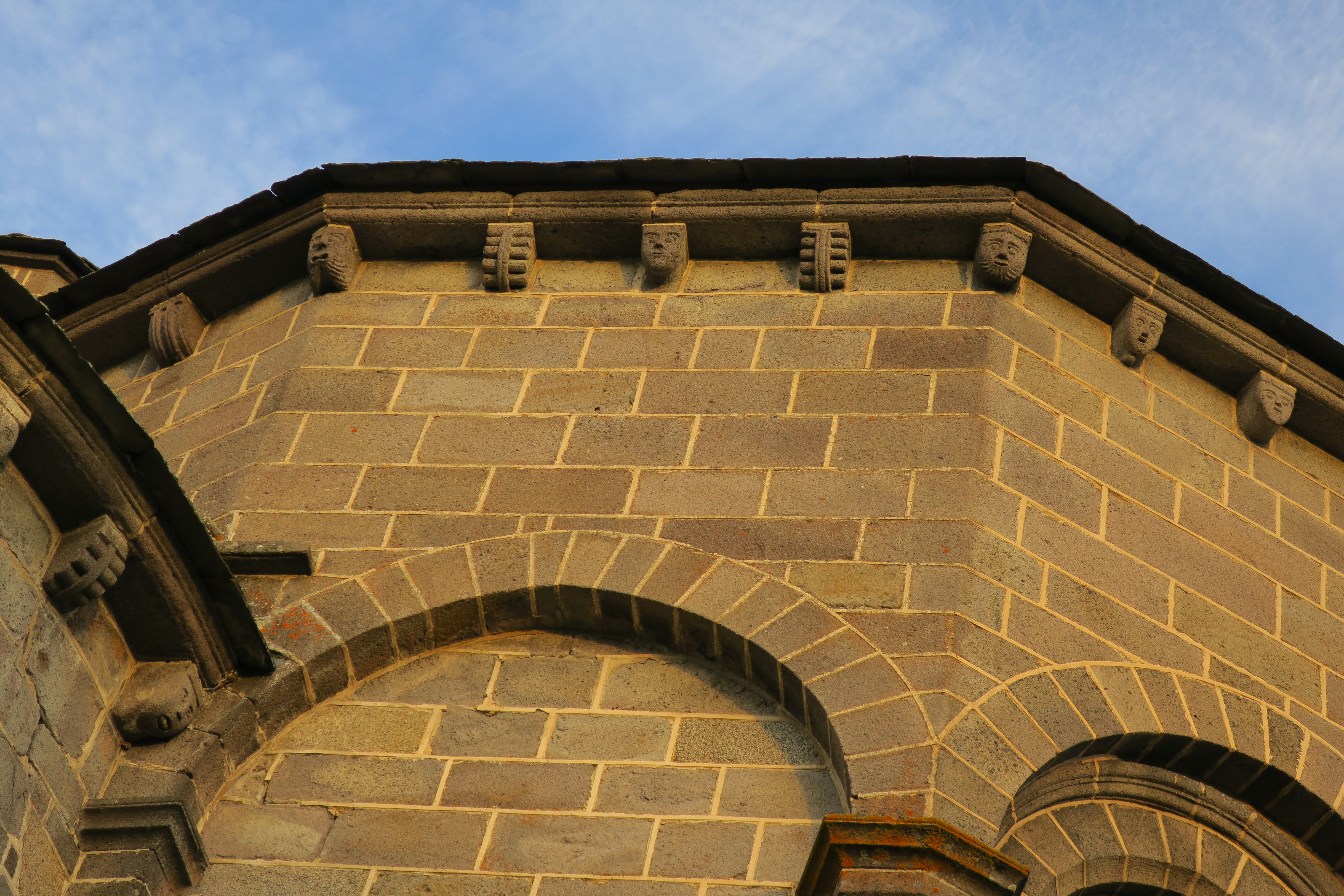
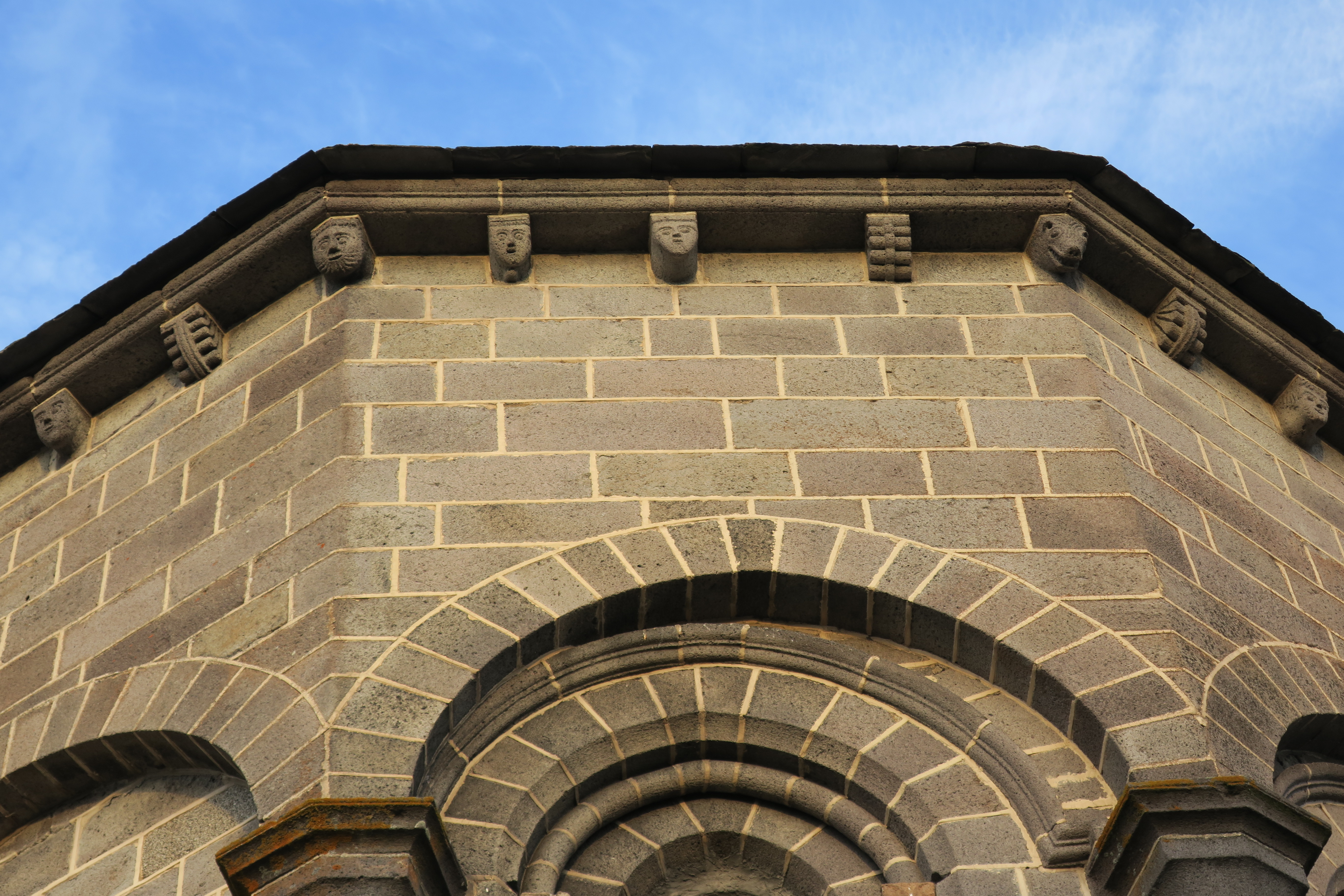
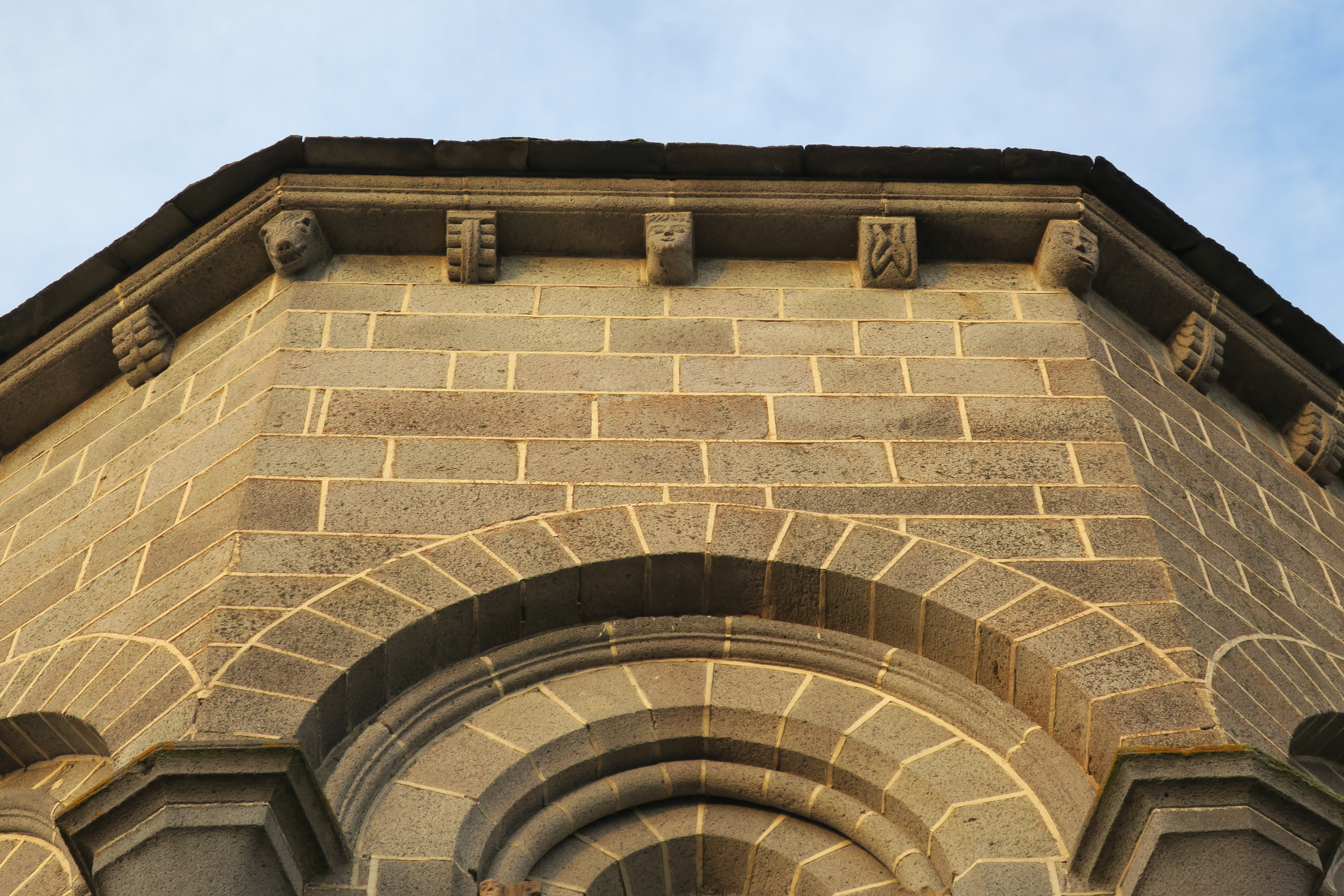
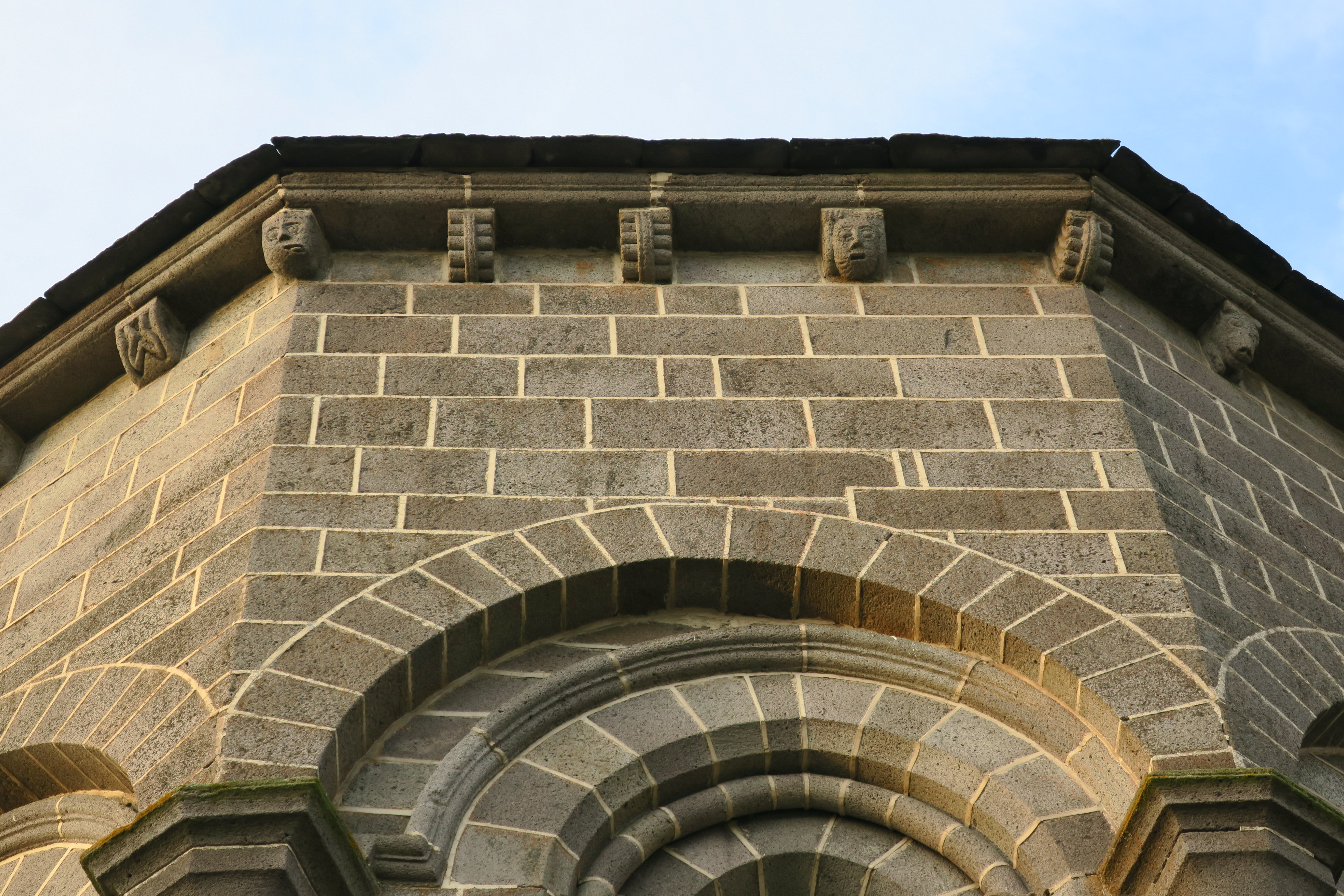
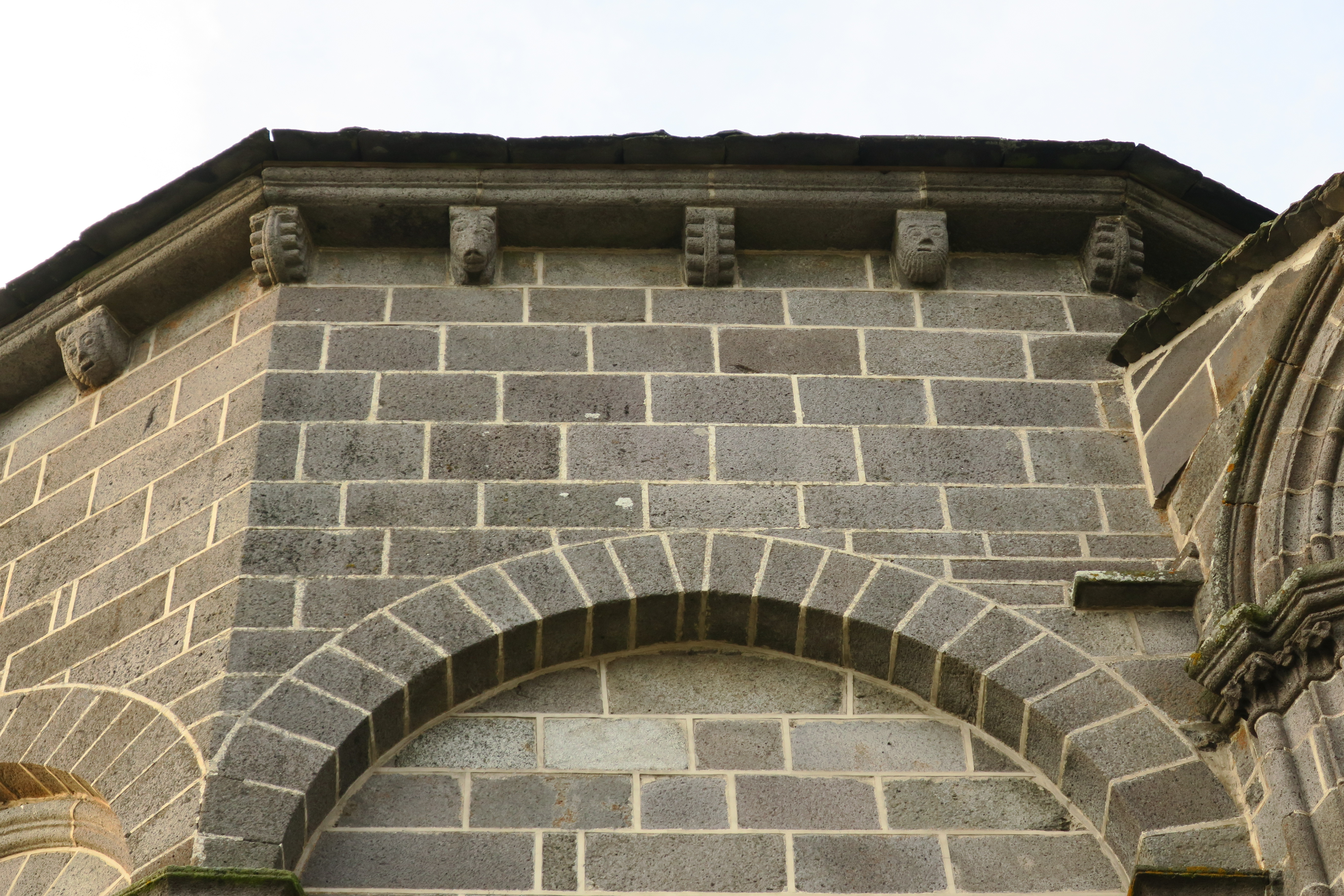

## Architecture

### Chevet

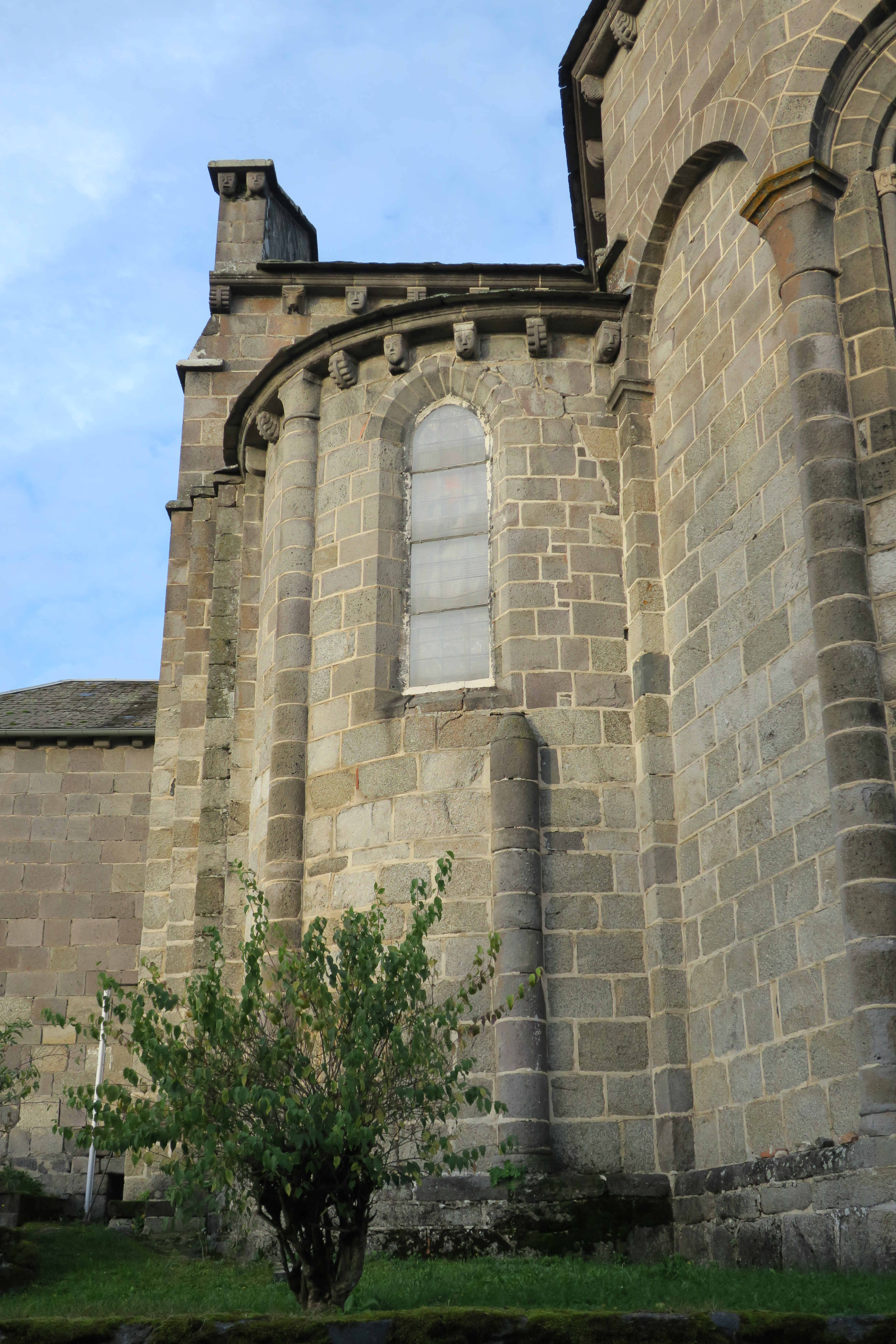
Absidiole sud
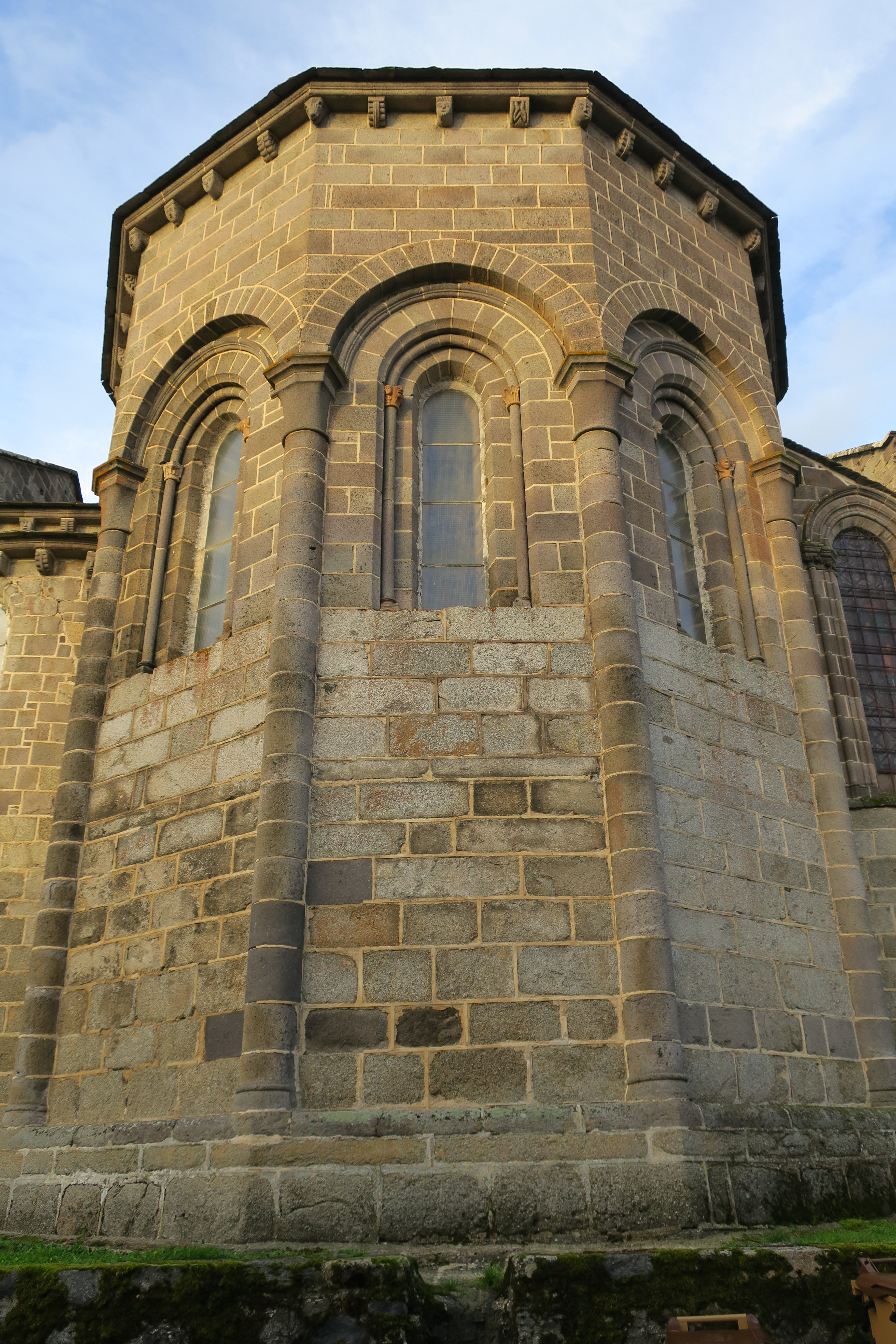
Abside majeure
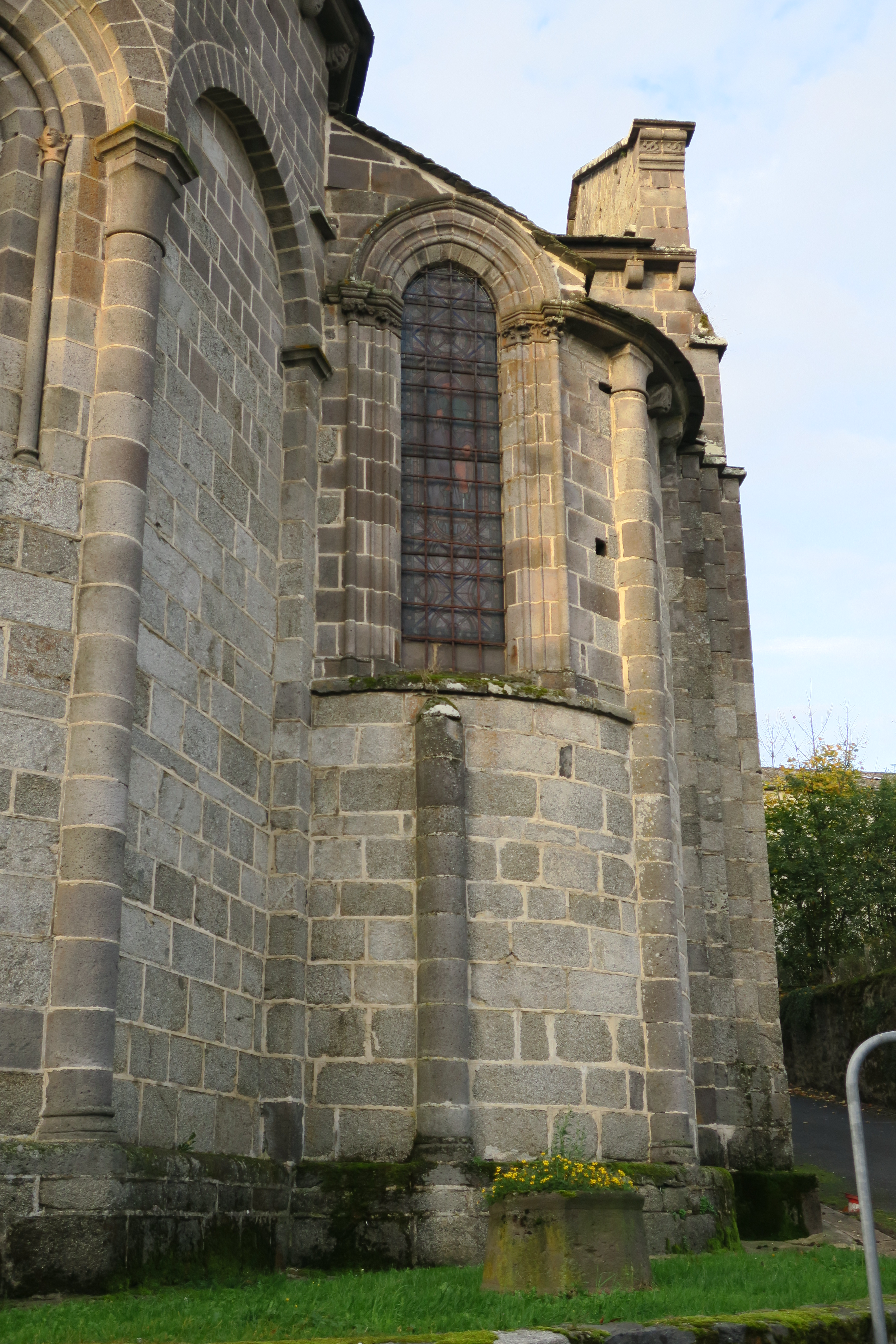
Absidiole nord

#### Les absidioles

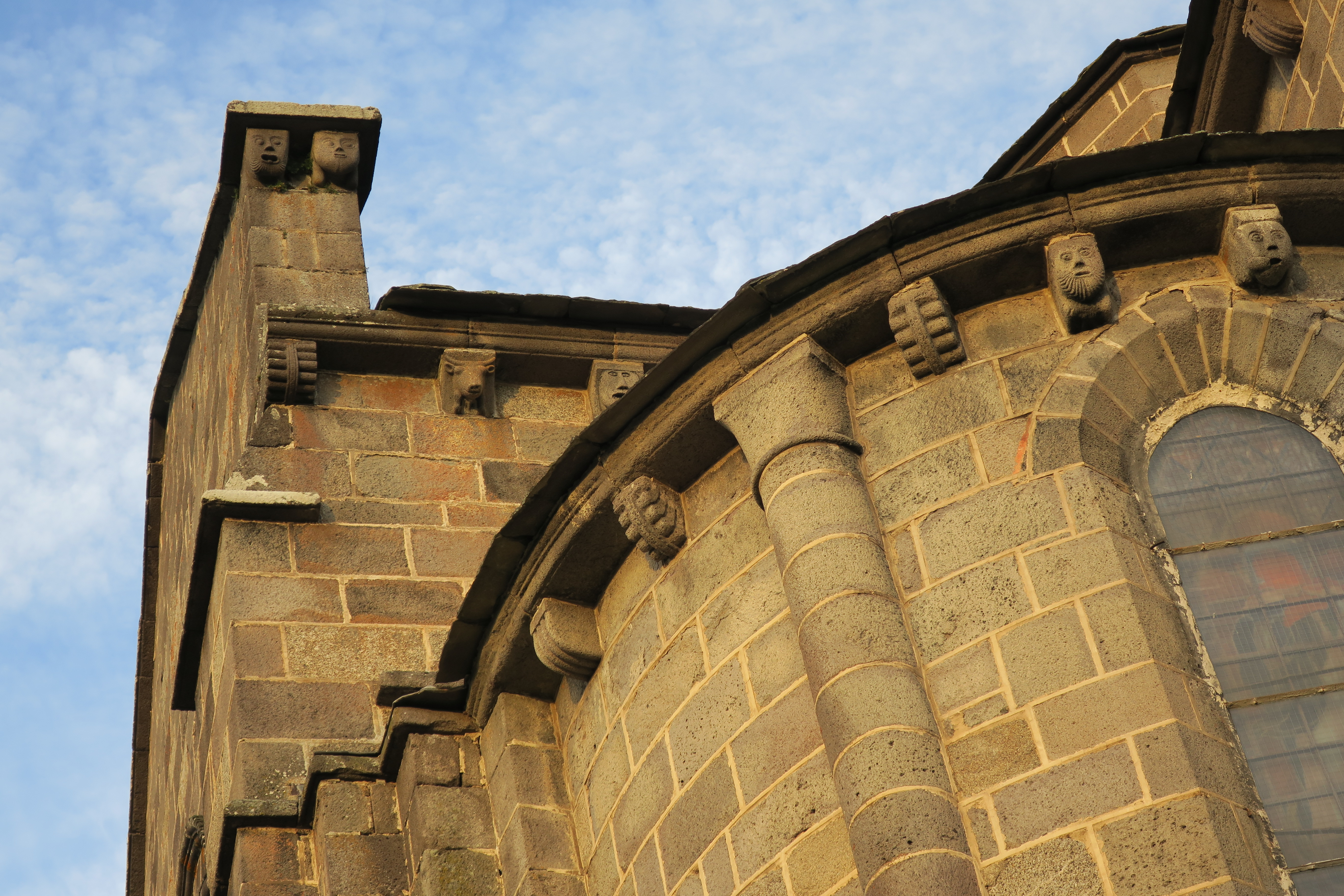
Partie supérieure de l'absidiole sud
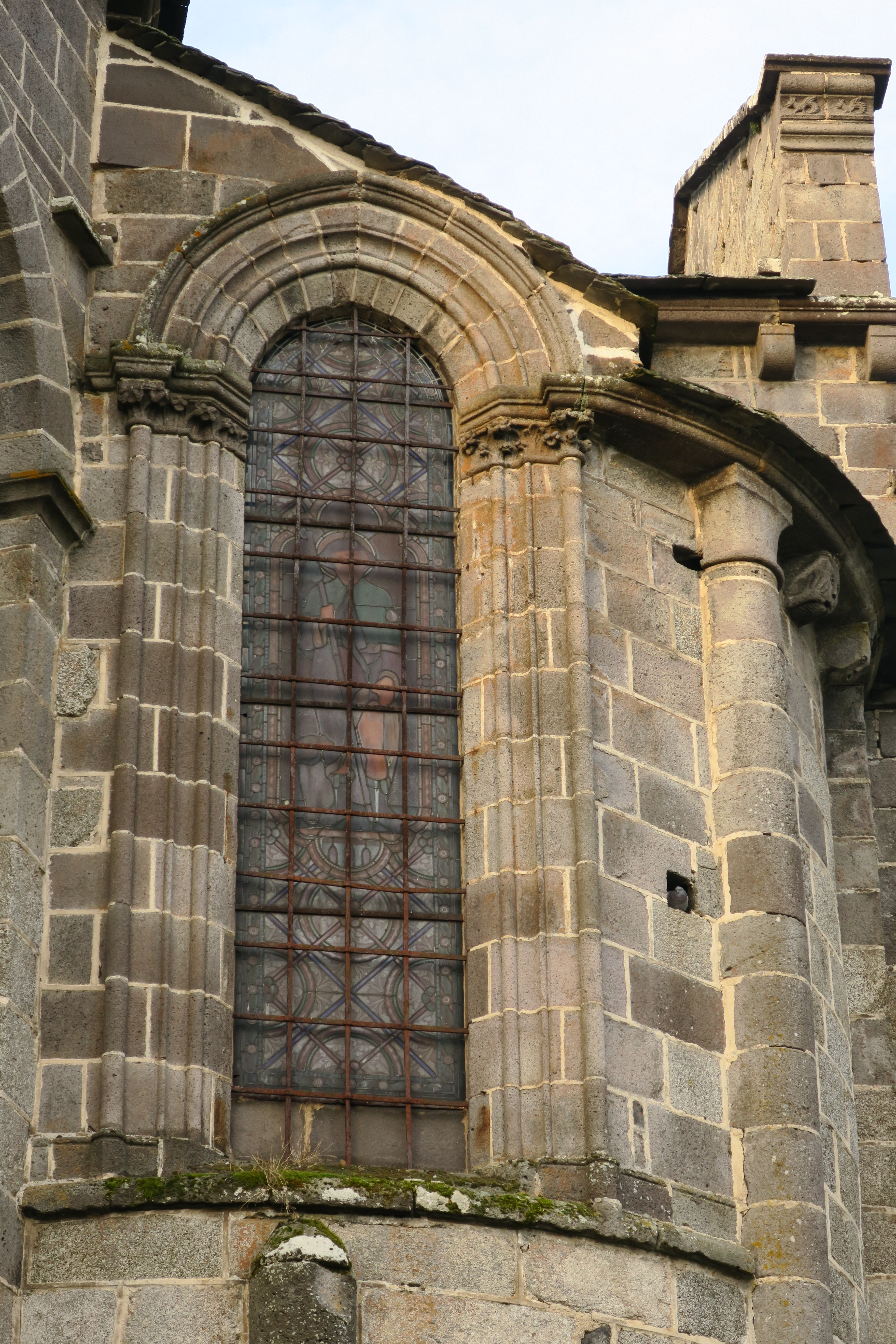
Fenêtre de l'absidiole nord